# Aeropuerto Bermejo
Aeropuerto Bermejo (IATA: BJO, OACI: SLBJ) es un aeropuerto público ubicado en la localidad de Bermejo, Tarija, Bolivia